# Saramacca (dystrykt)
Saramacca – dystrykt w północnym Surinamie. Ośrodkiem administracyjnym dystryktu jest Groningen. Powierzchnia dystryktu wynosi 3636 km², a liczba ludności 17 480 (2012).

## Okręgi
Saramacca podzielona jest na sześć okręgów (ressorten):
- Calcutta
- Groningen
- Jarikaba
- Kampong Baroe
- Tijgerkreek
- Wayamboweg